# Pully
Pully (toponimo francese) è un comune svizzero di 17 972 abitanti del Canton Vaud, nel distretto di Lavaux-Oron; ha lo status di città.

## Geografia fisica
Pully si affaccia sul lago di Ginevra.

## Storia

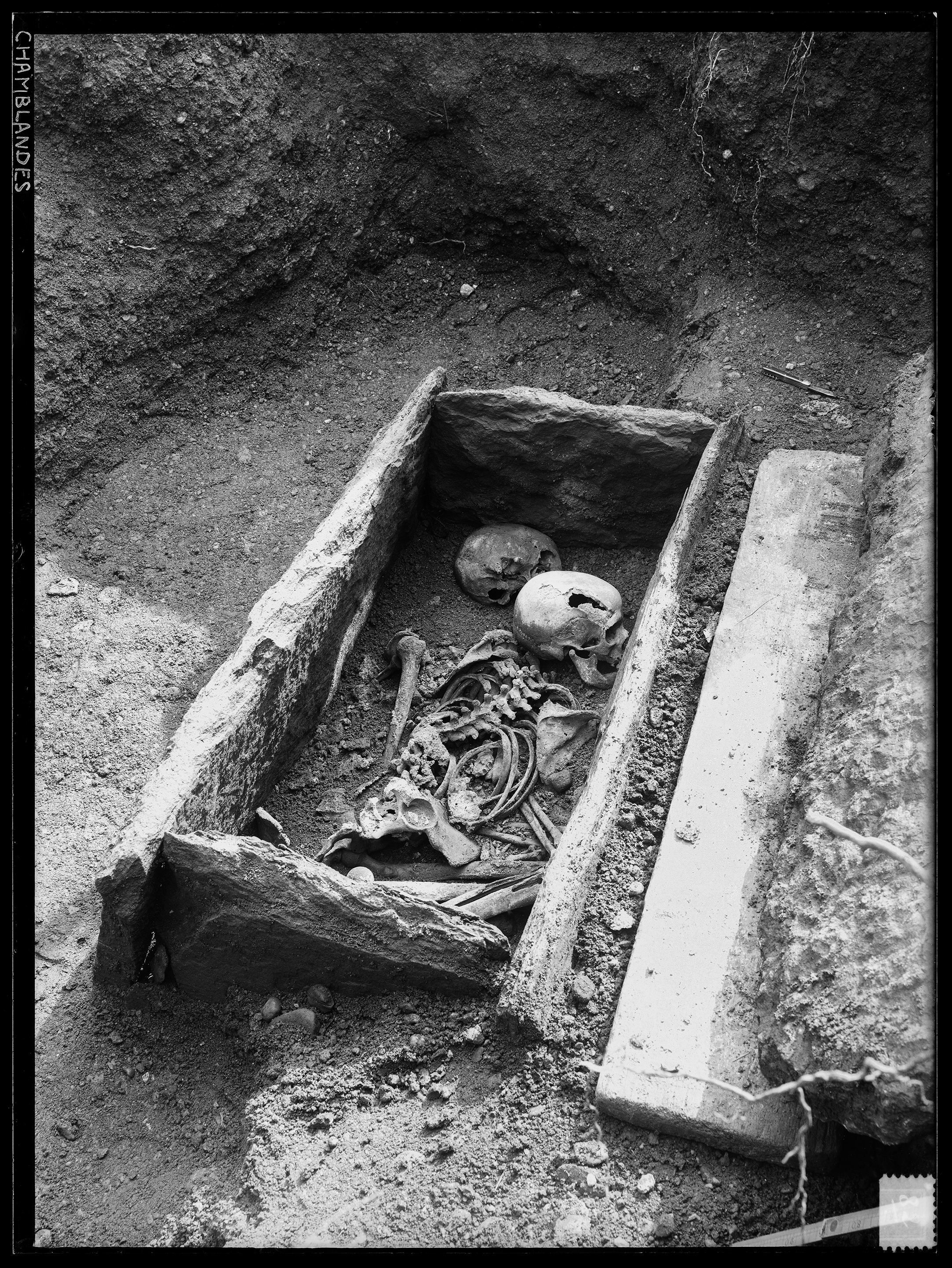
Necropoli neolitica di Pully-Chamblandes

Il sito era già abitato nel periodo neolitico (uomo di Chamblandes) come testimonia il ritrovamento di numerose tombe del tipo a cista lapidea.

Anche il periodo romano ha lasciato tracce: la più importante è emerso dagli scavi di una Villa rustica, risalente ai primi secoli dell'impero.

## Monumenti e luoghi d'interesse

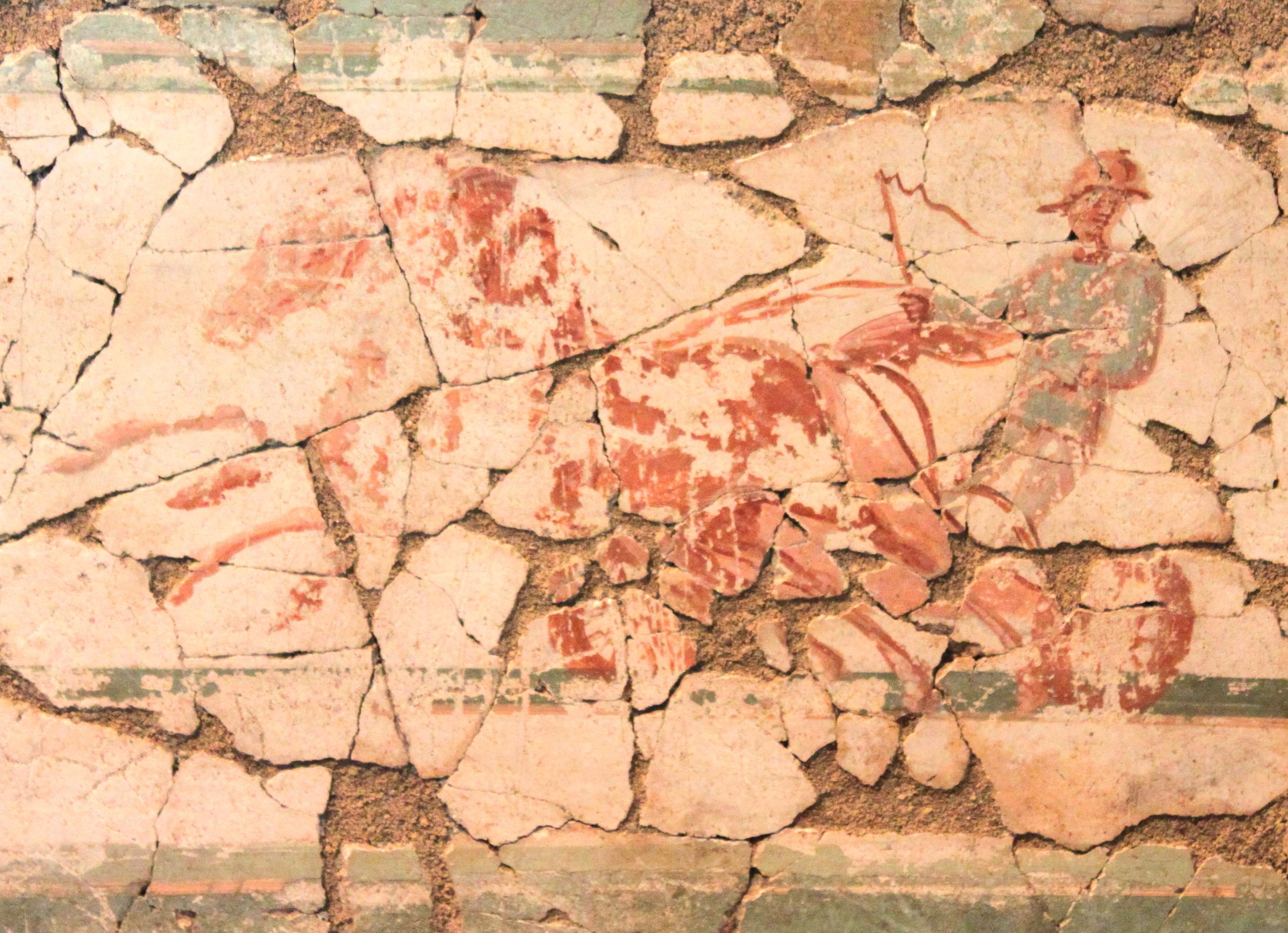
L'auriga, pittura della villa romana

- Resti di una villa romana, nota anche come Villa du Prieuré, risalente al I-IV secolo, rinvenuti negli anni 1970-1980[1] e diventati più tardi un museo[2].
- Chiesa riformata di San Germano, eretta nel XIV-XVI secolo e ricostruita nel 2004[1];

## Società

### Evoluzione demografica
L'evoluzione demografica è riportata nella seguente tabella:
Abitanti censiti

## Infrastrutture e trasporti
Pully è servito da due stazioni ferroviarie FFS: Pully Centro si trova sulla ferrovia Losanna-Briga e Pully Nord si trova sulla ferrovia Losanna-Berna. Il trasporto urbano è espletato dalla compagnia Transports publics de la région lausannoise; la compagnia di navigazione Compagnie Générale de Navigation sur le lac Léman si ferma al porto di Pully.

## Amministrazione
Ogni famiglia originaria del luogo fa parte del cosiddetto comune patriziale e ha la responsabilità della manutenzione di ogni bene ricadente all'interno dei confini del comune.